# Johan Gustaf Branting
Johan Gustaf Branting, född 1757, död 30 december 1827, var en svensk landshövding.

## Bana
Branting blev vice auditör vid Kronobergs regemente 20 december 1782 och erhöll på begäran avsked 21 september 1786. Han blev landssekreterare i Kronobergs län 5 juni 1792 och lagman 29 maj 1795, kammarråd i Kammarkollegium 16 februari 1802. Branting blev ledamot av rikets allmänna ärendens beredning 12 juni 1809.
Branting konstituerades att förestå landshövdingeämbetet i Stockholms län 14 juli 1814. Han erhöll på begäran avsked från beredningen 1817 samt från kammarrådsämbetet 4 maj 1824.

## Hedersbetygelser
Branting blev riddare av Nordstjärneorden 1 mars 1805.

## Familj
Branting var son till kronofogden i Kronobergs län Branting.
Han dog ogift.